# 李博乂
李博乂（?—671年），唐朝宗室、官员。
生年没有记载。為唐高祖李淵之侄子，父李湛（李渊二哥），博乂即李湛第二子。武德元年（618年）受封陇西王。李博乂有妓妾数百人，皆衣罗绮，骄侈无比。与其弟渤海王李奉慈都被唐高祖所鄙视，对他说：“我怨仇有善，犹擢以不次，况于亲戚而不委任？闻汝等唯昵近小人，好为不轨，先王坟典，不闻习学。今赐绢二百匹，可各买经史习读，务为善事。”唐高宗时，历任宗正卿、礼部尚书，加特进。咸亨二年薨逝，赠开府仪同三司、荆州都督，谥号恭。

## 子孙
- 李怀仁，蒲州瀵水府折冲都尉
  - 李师益
  - 李元𧋄
  - 李天益，右千牛卫将军
    - 李琰，陇西郡君，嫁信王傅尹中庸

  - 李道益
- 李怀真，第二子，出继襄城王李容儿
- 李怀节，常州司马、晋昌县男
  - 李元益
  - 李璥
  - 李班
  - 李倩
- 李怀让，温州刺史、蒋国公
  - 李贞
  - 李质
  - 李璩，王府文學
    - 李仚，成都縣令
      - 李氏，嫁馬寀

  - 李瑗
  - 李瑾
- 李玄同，第五子，淄州刺史、陈国公，出继彭城郡王李士衍
- 李玄弁，荆州司马，赠襄州刺史
  - 李慎名，京兆尹、左金吾大将军、东都留守、太原尹、宗正卿
    - 李自下，司门员外郎
      - 李愻，洪州高安县令[1]
        - 李有庆
        - 李助，剑南西川节度巡官、试秘书省校书郎

      - 李氏，嫁杜某
      - 李慤，河南府仓曹参军
      - 李总，苏州司法参军

  - 李慎终
- 李怀直，朝请大夫、潭州都督府长史[2]
  - 李登，太中大夫、使持节沁州诸军事、沁州刺史[3]
    - 李铉，城门郎
- 李氏，嫁窦炽曾孙雄州刺史窦某。

## 延伸阅读
[在维基数据编辑]
 在维基文库阅读此作者作品
 《舊唐書·卷60》，出自刘昫《舊唐書》
 《新唐書·卷078》，出自《新唐書》